# Symphyomethes blandulus
Symphyomethes blandulus är en skalbaggsart som beskrevs av Wittmer 1970. Symphyomethes blandulus ingår i släktet Symphyomethes och familjen Omethidae. Inga underarter finns listade i Catalogue of Life.